# Цумпано
Цумпано (итал. Zumpano) је насеље у Италији у округу Козенца, региону Калабрија.
Према процени из 2011. у насељу је живело 343 становника. Насеље се налази на надморској висини од 439 м.

## Становништво
Према резултатима пописа становништва 2011. у општини је живело 2.468 становника.
| 1931. | 1936. | 1951. | 1961. | 1971. | 1981. | 1991. | 2001. | 2011. |
| ----- | ----- | ----- | ----- | ----- | ----- | ----- | ----- | ----- |
| 1.622 | 1.690 | 1.847 | 1.593 | 1.210 | 1.345 | 1.611 | 1.860 | 2.468 |